# Cleptometopus grossepunctatus
Cleptometopus grossepunctatus är en skalbaggsart som beskrevs av Stefan von Breuning 1940. Cleptometopus grossepunctatus ingår i släktet Cleptometopus och familjen långhorningar. Inga underarter finns listade i Catalogue of Life.